# Нарушение суперсимметрии
Не существует экспериментальных подтверждений теории суперсимметрии, так как до сих пор не найдены суперпартнёры. Иначе говоря, не обнаружены бозоны и фермионы, которые могут находиться в едином супермультиплете. Потому считается, что в настоящую эпоху эволюции Вселенной суперсимметрия нарушена и суперпартнёров к современным частицам не существует.
Однако математическая красота теории суперсимметрии, в которой объединены бозоны и фермионы, а главное её способность уменьшать расчетные квантовые флуктуации заставляют теоретиков предположить два варианта выхода из создавшейся ситуации. Или полная (ненарушенная) суперсимметрия существовала в прошлом и затем была нарушена в ходе эволюции Вселенной, или нарушенная ныне суперсимметрия станет полной в будущем.
В первом варианте, предполагается, что на заре рождения Вселенной, когда её возраст составлял не более {\displaystyle 10^{-39}} сек., а температура не менее {\displaystyle 10^{28}} К, существовало суперсимметричное семейство с суперпартнёрами, которые обеспечивали равенство интенсивности всех фундаментальных взаимодействий. Причём предполагается, что массы этих суперпартнёров были по меньшей мере в тысячи раз больше, чем у протона.
Второй вариант предполагает в будущем доминирование, в результате распада протонов, суперсемейств фотонов и гравитонов со стабильными легчайшими суперпартнёрами — LSP (the lightest superpartner), которые и обеспечат торжество суперсимметрии. Обычно на роль LSP предлагаются суперпартнеры Z-бозона, фотона и бозона Хиггса (соответственно: зино, фотино и хиггсино). Считается, что они имеют одинаковые квантовые числа, поэтому смешиваются и образуют собственные состояния массового оператора, называемые нейтралино. Свойства нейтралино зависят от того, какая из составляющих (зино, фотино, хиггсино) доминирует.
Оба варианта полной суперсимметрии интенсивно изучаются на теоретическом уровне, но экспериментально вряд ли могут быть подтверждены, поскольку сверхмассивные суперпартнёры не могут быть созданы на ускорителях, а легчайшие — невозможно обнаружить по причине исключительной стабильности протонов. Ни сейчас, ни в обозримом будущем невозможно будет создать условия подобные тем, которые существовали в первые секунды Большого взрыва, а значит никогда не будут созданы суперпартнёры этой эпохи. В то же время до сих пор не найдено ни малейших следов распада протона и, следовательно, нет никаких экспериментальных подтверждений существования LSP.